# Integrin α-IIb
Integrin α-IIb (synonym CD41) ist ein Oberflächenprotein aus der Gruppe der Integrine.

## Eigenschaften
Integrin α-IIb ist ein Zelladhäsionsmolekül und bildet mit Integrin β-3 einen heterodimeren Rezeptor für Fibronectin, Fibrinogen, Plasminogen, Prothrombin, Thrombospondin und Vitronectin. Integrin α-IIb bindet an die Aminosäuresequenz RGD in verschiedenen Proteinen und an HHLGGGAKQAGDV in der γ-Kette von Fibrinogen. Es wird von Thrombozyten, Megakaryozyten und HSC (prä-HSC Typ II) gebildet. Integrin α-IIb ist glykosyliert und besitzt eine Pyrrolidoncarboxylsäure.